# Góry (Potok)
Góry – część wsi Potok w Polsce położona w województwie podkarpackim, w powiecie krośnieńskim, w gminie Jedlicze.
W latach 1975–1998 Góry administracyjnie należały do województwa krośnieńskiego.